# 일련번호

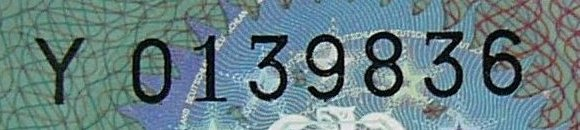
신분증의 일련번호

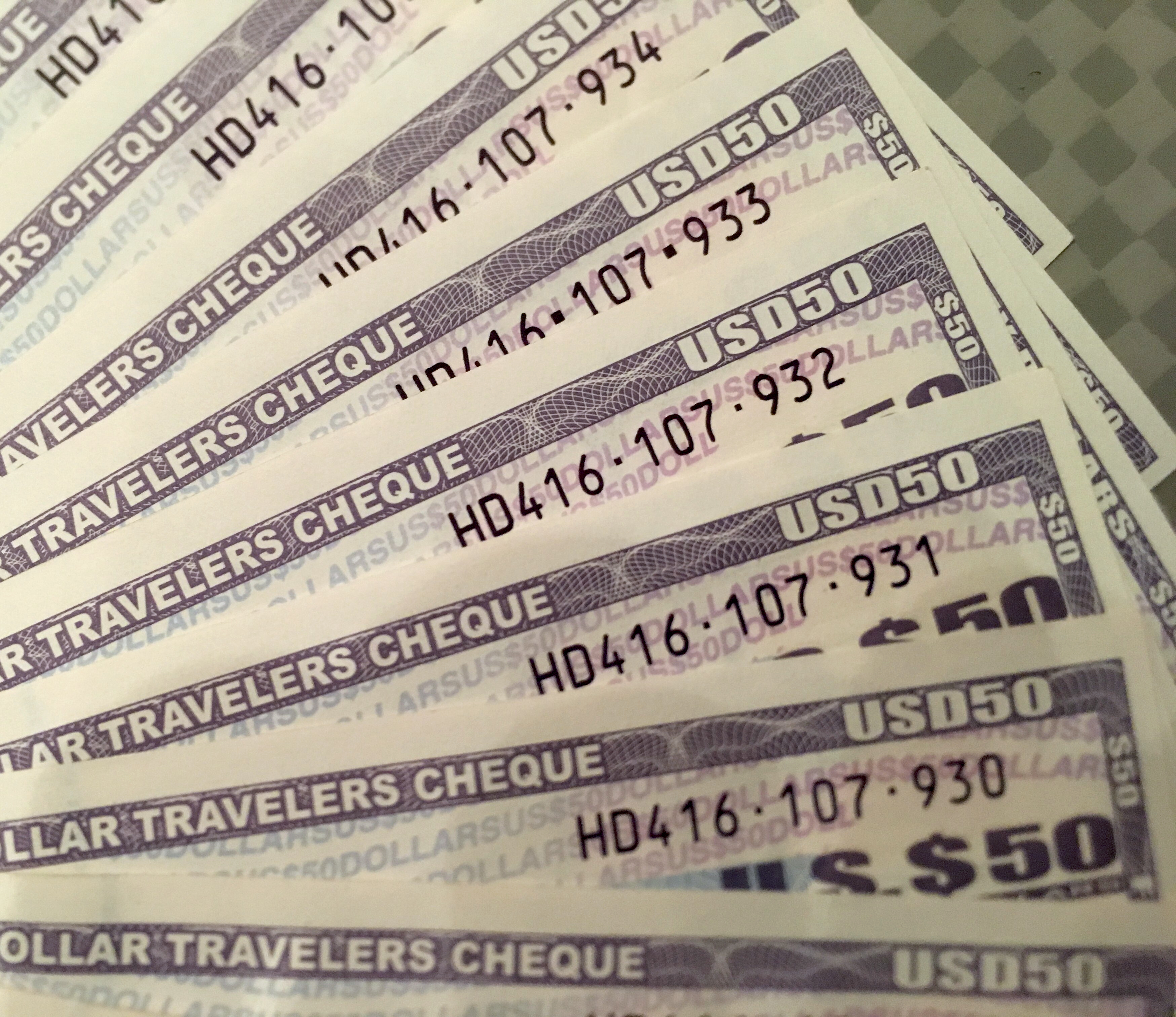
종이 수표 형태의 일종의 보험 가입 현금인 여행자 수표는 연속 번호를 가진 세트로 고객에게 판매된다. 이는 소비자가 "일련번호가 있는" 유사한 품목에 접근할 수 있는 몇 안 되는 품목 유형 중 하나이다.

일련번호(一連番號) 또는 시리얼 넘버(serial number)는 항목을 고유하게 식별하는 데 사용되는 고유 식별자이며, 일반적으로 증분적으로 또는 순차적으로 할당된다.
일련 "번호"라고 불리지만, 엄격하게 숫자일 필요는 없으며 문자 및 기타 타이포그래피 기호를 포함하거나 전체가 문자 문자열로 구성될 수 있다.

## 일련 번호의 응용

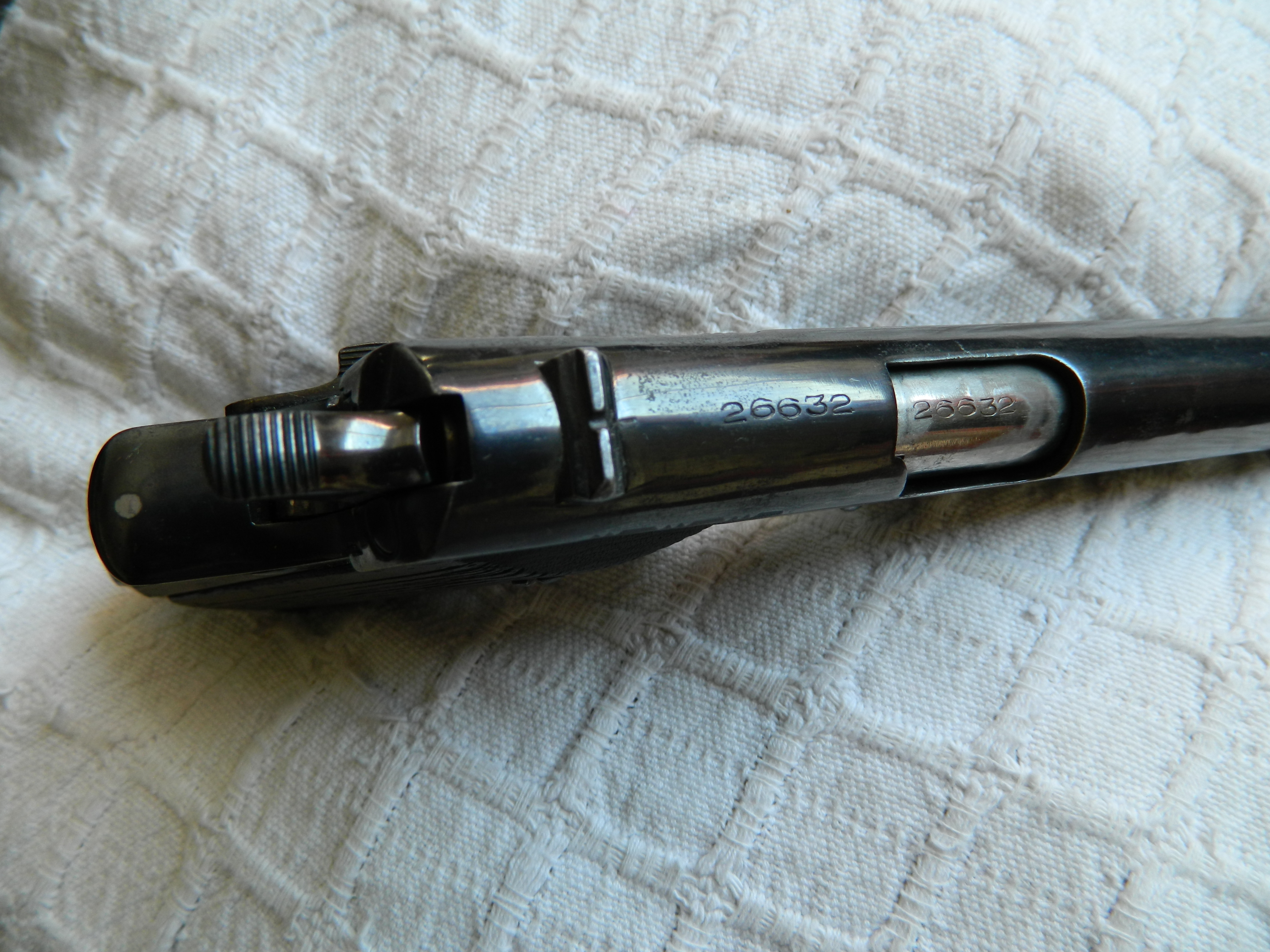
발레스터-몰리나 반자동 권총의 일련 번호

일련 번호는 달리 동일한 개별 단위를 식별하여 다양한 실용적인 용도로 사용된다. 일련 번호는 기록될 수 있고 도난당하거나 기타 불법적인 물품을 식별할 수 있으므로 도난 및 위조 제품에 대한 억제책이 된다. 지폐 및 기타 양도 가능한 가치 문서는 위조를 방지하고 도난된 것을 추적하는 데 도움이 되도록 일련 번호가 새겨져 있다.
이는 특정 제품 배치에서 결함이 발견되면 일련 번호가 영향을 받는 단위를 식별하므로 품질 관리에 유용하다. 일련 번호가 있는 품목 중에는 자동차, 총기, 전자 제품 및 가전제품 등이 있다.

## 스마트폰 및 기타 스마트 기기

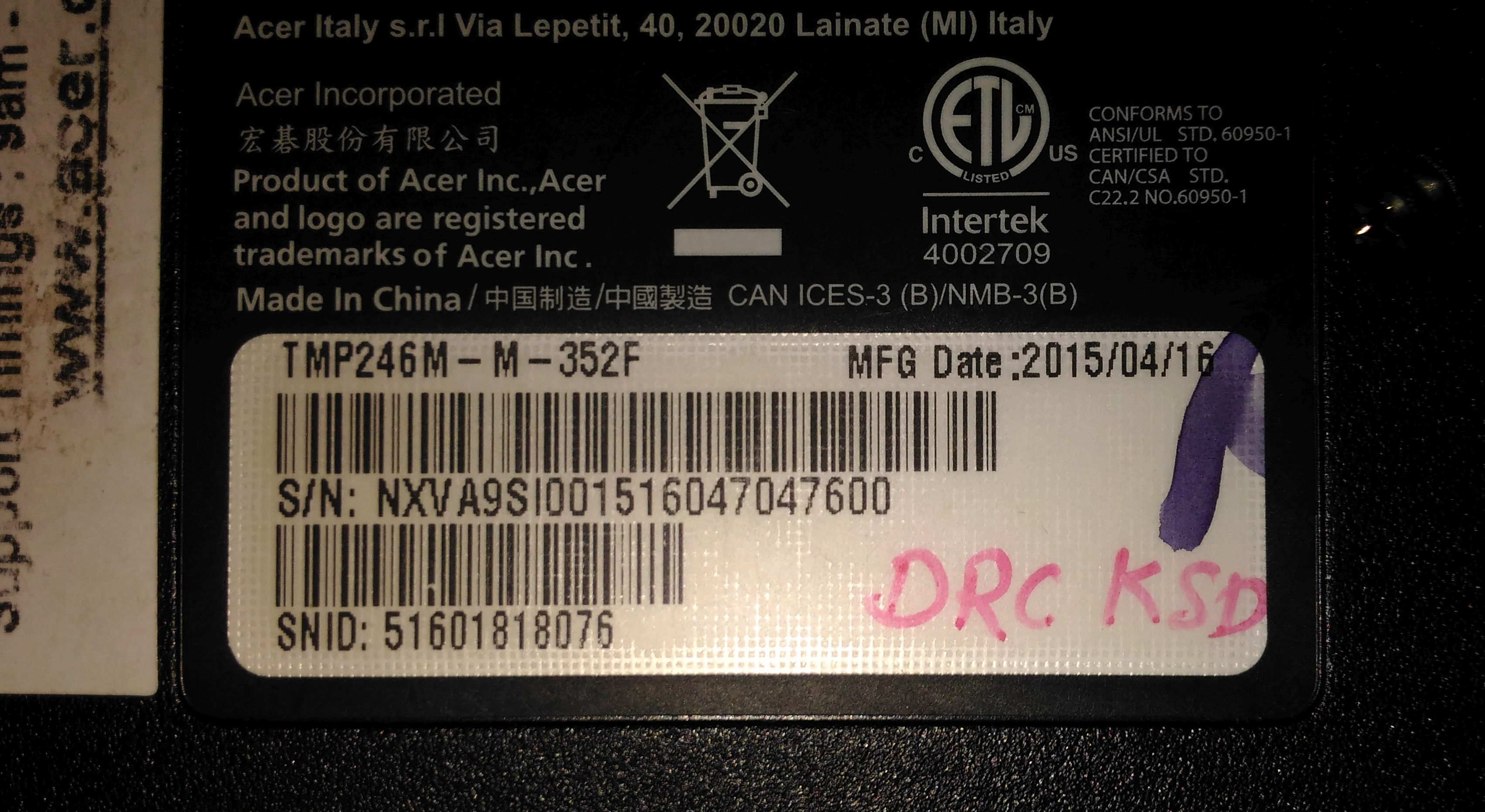
랩톱 컴퓨터의 일련 번호

스마트폰에서는 일련 번호가 전자 장치 전체뿐만 아니라 통합된 전자 부품에도 확장되어 직렬화로도 알려져 있다. 이로 인해 화면, 배터리, 칩 및 카메라와 같은 고유한 개별 부품에는 별도의 일련 번호가 부여된다. 이는 소프트웨어에 의해 적절한 사용을 위해 쿼리된다. 제조업체의 이러한 관행은 전자 장치의 일련 '번호'를 제한한다.

### 무형 상품의 일련 번호
일련 번호는 개별 물리적 또는 무형 객체를 식별하는 데 사용될 수 있다. 예를 들어, 컴퓨터 소프트웨어 또는 온라인 다중 사용자 게임을 플레이할 권리 등이 있다. 목적과 적용은 다르다. 소프트웨어 일련 번호는 제품 키라고도 하며 일반적으로 소프트웨어에 내장되어 있지 않지만 소프트웨어에 대한 사용 권한을 가진 특정 사용자에게 할당된다. 소프트웨어는 잠재 사용자가 유효한 제품 코드를 입력해야만 작동한다. 가능한 코드의 대부분은 소프트웨어에 의해 거부된다. 승인되지 않은 사용자가 소프트웨어를 사용하는 것이 발견되면 코드에서 합법적인 사용자를 식별할 수 있다. 그러나 승인되지 않은 사용자가 많은 가능한 코드를 시도하거나 소프트웨어를 역공학하여 유효하지만 할당되지 않은 코드를 생성하는 것이 불가능하지는 않다. 소프트웨어가 인터넷 연결을 하는 경우 할당되지 않은 코드 사용을 모니터링할 수 있다.

## 용어의 다른 사용법
일련 번호라는 용어는 때때로 어떤 것의 단일 인스턴스를 식별하지 않는 코드에 사용된다. 예를 들어 잡지, 저널 및 기타 정기간행물에 사용되는 국제 표준 연속 간행물 번호(ISSN)는 책에 적용되는 국제 표준 도서 번호(ISBN)와 동등하며 각 정기간행물에 할당된다. 이 이름은 도서관학에서 연속 간행물을 의미하는 용어인 연속으로부터 유래했다.
인증서와 인증 기관(CA)은 암호화의 광범위한 사용에 필요하다. 이는 수학적으로 엄격한 일련 번호 및 일련 번호 산술 적용에 달려 있으며, 다시 보호되는 콘텐츠의 단일 인스턴스를 식별하지 않는다.

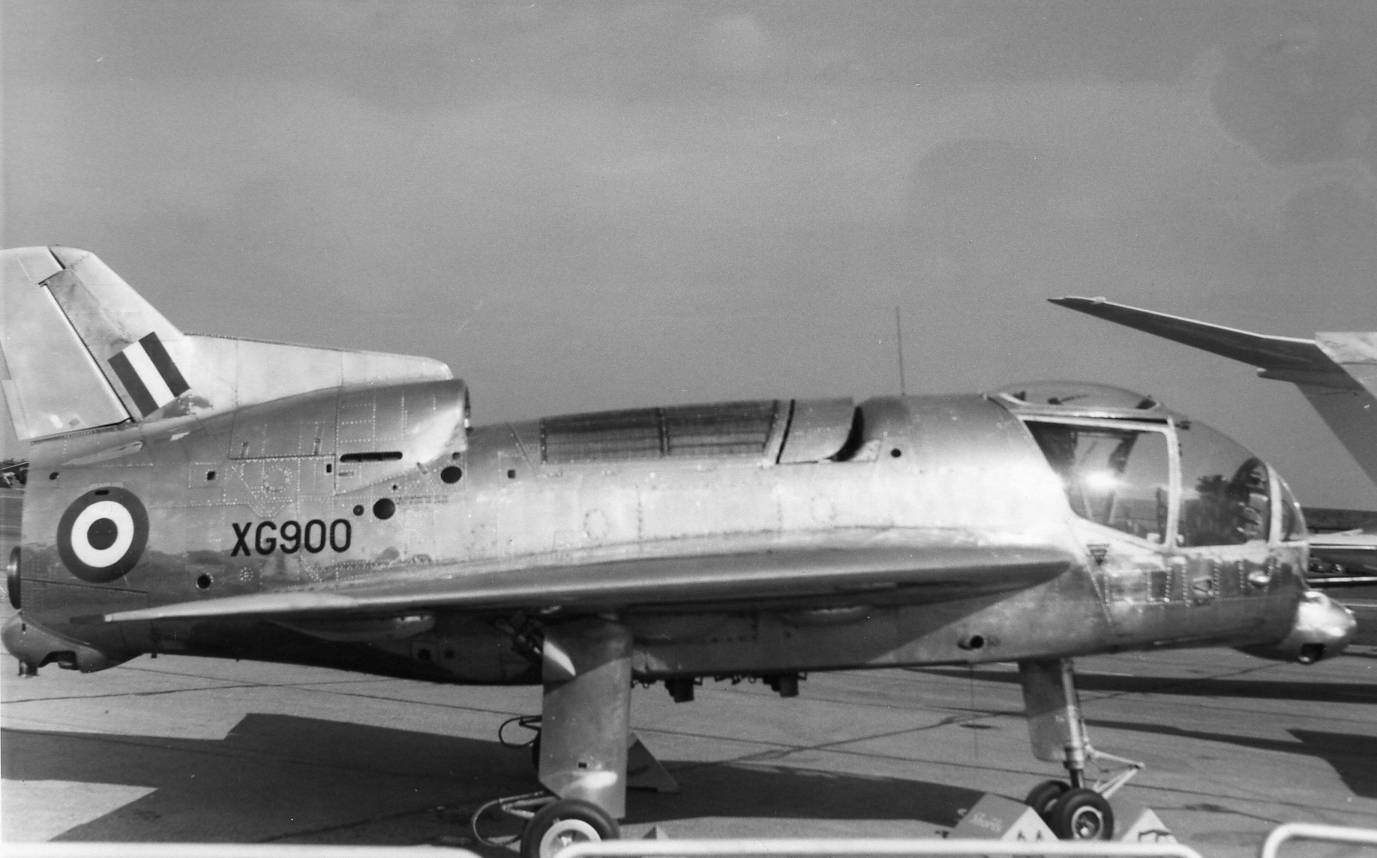
RAF 쇼트 SC.1의 일련 번호(XG900)

### 군사 및 정부 사용
일련 번호라는 용어는 군사 편성에서도 군번 표현의 대안으로 사용된다. 공군에서는 일련 번호가 개별 항공기를 고유하게 식별하는 데 사용되며 일반적으로 항공기 동체 양쪽에 그려져 있으며, 대부분 꼬리 부분에 있지만 어떤 경우에는 항공기 핀/방향타 측면에 일련 번호가 그려져 있다. 이 때문에 일련 번호는 때때로 꼬리 번호라고 불린다.
영국 영국 왕립 공군(RAF)에서는 개별 일련 번호가 두 개의 문자와 세 개의 숫자로 구성된다. 예를 들어, BT308 - 아브로 랭커스터 시제품 또는 XS903 - 한때 RAF 빈브룩에 기반을 둔 잉글리시 일렉트릭 라이트닝 F.6이다. 제2차 세계 대전 중 비밀 또는 비밀 장비를 실은 RAF 항공기에는 "/G" (Guard의 약자)가 일련 번호에 추가되어 지상에 있는 동안 항상 무장 경호가 필요하다는 것을 나타냈다. 예를 들어, LZ548/G - 더 해빌런드 뱀파이어 제트 전투기 시제품 또는 ML926/G - 실험적으로 H2S 레이더가 장착된 드 하빌런드 모스키토 XVI. 이전에는 RAF와 전신인 왕립 비행대 (RFC)는 문자 뒤에 네 개의 숫자로 구성된 일련 번호를 사용했다. 예를 들어, D8096 - 현재 셔틀워스 컬렉션이 소유한 브리스톨 F.2 파이터 또는 K5054 - 슈퍼마린 스피트파이어 시제품. 일련 번호는 서비스 기간 내내 항공기와 함께 유지된다.
2009년 미국 FDA는 제약산업이 처방약 포장에 일련 번호를 사용하도록 하는 초안 지침을 발표했다. 이 조치는 의약품의 추적성을 강화하고 위조를 방지하는 데 도움이 되도록 고안되었다. FDA는 또한 유방삽입물에 일련 번호 또는 로트 번호를 추가하도록 요구했다.

## 일련 번호 산술
일련 번호는 네트워크 프로토콜에서 자주 사용된다. 그러나 대부분의 컴퓨터 프로토콜의 시퀀스 번호는 고정된 비트 수로 제한되어 있으며 충분히 많은 숫자가 할당된 후 랩 어라운드될 것이다. 따라서 최근에 할당된 일련 번호는 매우 오래된 일련 번호와 중복될 수 있지만 다른 최근에 할당된 일련 번호와는 중복되지 않는다. 이러한 비고유 번호와의 모호성을 피하기 위해 RFC 1982 "일련 번호 산술"은 이러한 종류의 일련 번호를 포함하는 계산에 대한 특별 규칙을 정의한다.
롤리팝 시퀀스 번호 공간은 프로토콜에서 유한 크기 시퀀스 번호를 처리하기 위한 보다 최근의 정교한 체계이다.

## 같이 보기
- 번호 매기기
- 제품 키
- SQL (데이터베이스의 일련 식별자)
- 영국군 항공기 등록 번호
- 차대번호
- 아리스모미터 – 고유한 일련 번호가 부여된 최초의 기계 중 하나